# Sierpień 2010

## 29 sierpnia
- Agata Szewioła z Żar została Miss Polski 2010. (dziennikzachodni.pl)
- Kenijczyk David Rudisha podczas mityngu Rieti IAAF Grand Prix wynikiem 1:41,01 poprawił własny rekord świata w biegu na 800 metrów. (eurosport.pl)
- Erupcja wulkanu Sinabung na Sumatrze spowodowała ewakuację ponad 19 tys. osób.[1]

## 25 sierpnia
- Danny Philip został wybrany premierem Wysp Salomona[2]

## 22 sierpnia
- Kenijczyk David Rudisha podczas mityngu Internationales Stadionfest w Berlinie wynikiem 1:41,09 poprawił 13-letni rekord świata w biegu na 800 metrów. (eurosport.pl)

## 17 sierpnia
- W wieku 82 lat zmarł były prezydent Włoch Francesco Cossiga.[3]

## 14 sierpnia
- W Singapurze rozpoczęły się Letnie Igrzyska Olimpijskie Młodzieży 2010 (Strona igrzysk)

## 12 sierpnia
- Paweł Korzeniowski zdobył złoty medal na 200 m stylem motylkowym na Mistrzostwach Europy w Budapeszcie.
- Dési Bouterse został zaprzysiężony na stanowisku prezydenta Surinamu. (Reuters)
- W wieku 79 lat zmarł Guido de Marco, były prezydent Malty i przewodniczący Zgromadzenia Ogólnego ONZ. (ekai.pl)

## 10 sierpnia
- Parlament Czech udzielił wotum zaufania rządowi premiera Petra Nečasa.[4]
- Rada Narodowa Słowacji udzieliła wotum zaufania rządowi premier Ivety Radičovej.[5]

## 9 sierpnia
- Prezydent Paul Kagame uzyskał reelekcję w wyborach prezydenckich w Rwandzie. (Reuters)

## 7 sierpnia
- W powodzi na Dolnym Śląsku zalaniu uległa znaczna część Bogatyni, rzeki wylały też w innych miejscowościach. Co najmniej 3 osoby zmarły. (wyborcza.pl)
- Co najmniej 43 osoby zginęły w serii zamachów bombowych w Basrze. (BBC News)
- Juan Manuel Santos objął urząd prezydenta Kolumbii.[6]
- Daniel Martin z grupy Garmin-Slipstream został zwycięzcą Tour de Pologne 2010. (Sport.pl)

## 6 sierpnia
- Przed Zgromadzeniem Narodowym na urząd Prezydenta RP został zaprzysiężony Bronisław Komorowski.[7]
- Pál Schmitt został zaprzysiężony na urząd prezydenta Węgier.[8]
- W zamachu bombowym w Afganistanie zginął dwudziesty polski żołnierz, pięciu innych zostało rannych. (wyborcza.pl)

## 4 sierpnia
- W referendum w Kenii przyjęta została nowa konstytucja. (Reuters)
- Na Wyspach Salomona odbyły się wybory parlamentarne. (rnzi.com)

## 3 sierpnia
- Sąd Najwyższy stwierdził ważność wyboru Bronisława Komorowskiego na prezydenta.[9]
- Sąd Najwyższy stwierdził ważność wyborów uzupełniających do Senatu.[9]

## 2 sierpnia
- Polski rząd przyjął plan finansowy zakładający podwyżkę stawek podatku VAT. (wyborcza.biz)

## 1 sierpnia
- Rozpoczęły się obchody 66 rocznicy powstania warszawskiego.
- Piotr Małachowski został mistrzem Europy w rzucie dyskiem. (onet.pl)
- Polska sztafeta 4 × 100 metrów kobiet zdobyła brązowy medal mistrzostw Europy w Barcelonie. (onet.pl)
- Zakończyły się Mistrzostwa Europy w Lekkoatletyce, w których reprezentanci Polski zdobyli 9 medali.
- Na Wyspach Świętego Tomasza i Książęcej odbyły się wybory parlamentarne.[10]
- Weszła w życie nowelizacja ustawa o przeciwdziałaniu przemocy w rodzinie z dnia 10 czerwca 2010 roku, wprowadzająca m.in. zakaz stosowania kar cielesnych w rodzinie.